# Свети Йоан Кръстител (Добрево)
„Свети Йоан Кръстител“ е християнска църква в Добрево, Добруджа. Енорийски храм е на германската енория в селото, част от Никополската епархия на Римокатолическата църква от 1903 до 1914 г. и след 1940 г. След Втората световна война и изселването на германците католици от селото църквата минава в ръцете на Варненската и Преславска епархия на Българската православна църква.

## История на енорията
Германците идват в село Али Анифе през 1903 г. главно от Херсонска губерния и Крим, Русия, купувайки земята изгодно от изселващите се турци. От 1903 до 1909 г. отец Франц Кингс от енорията „Скръбна Божия Майка“ в село Ендже посещава и обслужва католиците в селото. По същото време учителят Антон Едер от Бавария, работил преди това в ордена Братя на християнските училища във Виена, преподава в енорията вероучение на немски език. С помощта на епископ Дулсе е закупена земя, на която Едер успява да постои малка сграда за училище, молитвен дом и жилище.
През ноември 1909 г. в енорията пристига отец Алексиус Шьонмакерс, който е първият постоянен свещеник в селото. Тогава германците наброяват около 150 души.
По време на окупирането на Южна Добруджа от Румъния през 1913 – 1915 г. румънската армия конфискува добитъка на миряните. През август 1916 г. на селяните им е заповядано да откарат зърното си на гара Касъм, където то щяло да бъде изкупено. Селяните са принудени да закарат реколтата си чак до Черна вода на Дунава, където зърното, каруците и добитъка са конфискувани, а селяните интернирани в Молдова (натоварени на шлепове). Поради лошите условя на живот в продължение на една година, някои от селяните на възраст между 15 и 40 години умират.
След Първата световна война, енорията минава към архиепископията в Букурещ. През 1929 г. румънското правителство конфискува една трета от земята на селяните.
През 1940 г., след преминаване на Южна Добруджа към България, енорията е прекръстена на Германци и е включена отново в Никополската епархия. Населението наброява 170 души. Към общността са принадлежали и около 20 семейства, живеещи в Добрич и други села около него.
По време на Втората световна война почти всички добруджански германци са преселени обратно в Германия, с което католическата енория престава да съществува.

## История на храма
През 1911 г. е построена нова църква (дълга 12 м и широка 6 м), главно с помощи от чужбина. На 25 май е поставен основният камък от отец Шьонмакерс. Майстор Арсо – македонски строител – изгражда храма с помощта на брат Теофил от монашеския орден на пасионистите, който е проектирал сградата и изпълнил дърводелската част. На 5 ноември храмът е осветен от помощник-епископ Леонард Баумбах. Твърди се, че лично цар Фердинанд е дарил 500 лв. за олтара. Отец Алексиус Шьонмакерс е осигурил новата църковна мебел и хармониум.
През 1913 г. църковният двор е ограден и по-късно през 1926 г. в него е изградена реплика на „Лудорската пещера“.
След напускане на германците църквата е използвана от православни християни с приходящ свещеник от Добрич.